# トカイ
トカイ（ハンガリー語: Tokaj [ˈtokɒj] ( 音声ファイル)）は、ハンガリー北東部のボルショド・アバウーイ・ゼムプレーン県のトカイ地方の自治体。ティサ川流域、ボドログ川沿いに位置する。
フランスのソーテルヌ(Sauternes)、ドイツのフランケン地方のトロッケンベーレンアウスレーゼ(Trockenbeerenauslese、TBA)と並び世界三大貴腐ワインとして名高いトカイワインの産地。2002年に一帯がユネスコの世界遺産（文化遺産）に登録された。

## 姉妹都市
- コルモンス、イタリア
- ルスト、 オーストリア